# Constituição do Uruguai
A Constituição do Uruguai (Constitución de la República Oriental del Uruguay) é a lei suprema do Uruguai. A primeira versão foi escrita em 1830 e sua última alteração foi feita em 2004.
A primeira constituição do Uruguai foi adotada em 1830, após a conclusão da Guerra Cisplatina que durou três anos, na qual Argentina e Uruguai atuaram como uma federação, as Províncias Unidas do Río de la Plata. Mediado pelo Reino Unido, o Tratado de Montevidéu de 1828 permitiu construir as bases para um Estado e uma Constituição uruguaia. Foi reformada em 1918, 1934, 1942, 1952 e 1967, mas ainda mantém vários artigos de sua primeira versão de 1830.
O nome completo do texto atual é: "Constituição de 1967, conforme emendada por plebiscito em 26 de novembro de 1989, 26 de novembro de 1994, 8 de dezembro de 1996 e 31 de outubro de 2004".

## Versões

### Constituição Original (1830 - 1918)

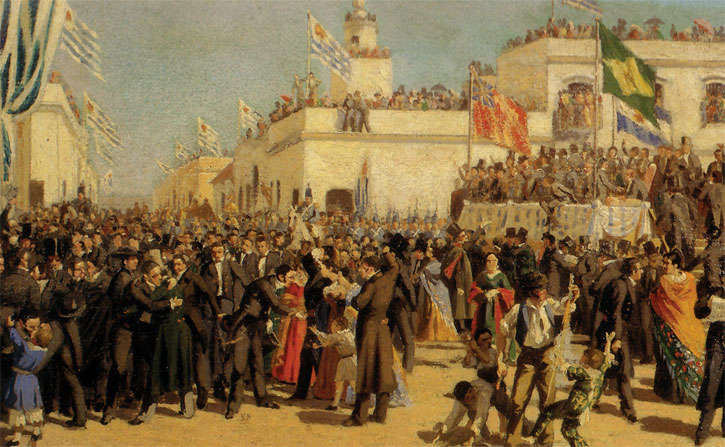
"Boceto para la Jura de la Constitución de 1830" de Juan Manuel Blanes.

Quando se tornou independente em 25 de agosto de 1825, a República Oriental do Uruguai (República Oriental del Uruguay) elaborou sua primeira constituição, que foi promulgada em 18 de julho de 1830. Fortemente influenciado pelo pensamento das revoluções francesa e americana, dividiu o governo entre os poderes executivo, legislativo e judiciário e estabeleceu o Uruguai como uma república unitária com uma forma centralizada de governo. A Assembleia Geral bicameral (Asamblea General) foi autorizada a eleger um presidente com poderes consideráveis para chefiar o poder executivo por um mandato de quatro anos. O presidente recebeu controle sobre todos os seus ministros de governo e foi autorizado a tomar decisões com o acordo de pelo menos um dos três ministros reconhecidos pela constituição de 1830.
Como todas as cartas do Uruguai desde então, a constituição de 1830 previa uma Assembléia Geral composta por uma Câmara de Senadores ( Câmara de Senadores ), ou Senado ( Senado ), eleito nacionalmente, e uma Câmara de Representantes ( Câmara de Representantes ), eleita de os departamentos. Os membros da Assembléia Geral tinham poderes para aprovar leis, mas não tinham autoridade para demitir o presidente ou seus ministros ou para emitir votos de desconfiança . Uma emenda de 1834, no entanto, previa juicio político, ou impeachment, dos ministros por "conduta inaceitável".
Conforme estabelecido pela constituição de 1830, o Supremo Tribunal de Justiça (Suprema Corte de Justicia) e tribunais menores exerciam o poder judicial. A Assembleia Geral nomeou os membros do Tribunal Superior. Este último – com o consentimento do Senado no caso dos tribunais de apelação – nomeou os membros dos tribunais menores. A Constituição também dividiu o país em departamentos, cada um chefiado por um governador nomeado pelo presidente e cada um com um órgão consultivo chamado Conselho de Vizinhos (Consejo de Vecinos).
Embora a constituição de 1830 tenha permanecido em vigor por oitenta e sete anos, os governos de fato a violaram repetidamente. No período 1878-90, os Blancos e os Colorados iniciaram a estrutura para um sistema mais estável por meio de entendimentos chamados "pactos entre as partes". Este princípio governante, chamado de coparticipação (coparticipación), significando o compartilhamento do poder político formal e burocrático informal, tem sido formalmente praticado desde 1872.
O aniversário da promulgação desta constituição original em 1830, em 18 de julho, é agora feriado.

### Segunda Constituição (1918 - 1934)
Em 1913, o presidente José Batlle y Ordóñez (1903–07, 1911–15), o "pai" do Uruguai moderno, propôs uma reforma constitucional envolvendo a criação de um sistema executivo colegiado de estilo suíço a ser chamado de colegiado. Forte opositor da ideia de um presidência poderosa, cercada em uma só pessoa, Batlle y Ordóñez acreditava que um poder executivo coletivo neutralizaria as intenções ditatoriais dos líderes políticos. Encontrou intensa oposição, no entanto, não apenas dos Blancos, mas também de membros de seu próprio Partido Colorado. A proposta foi derrotada em 1916, mas Batlle y Ordóñez fez um acordo com uma facção dos Blancos pelo qual um sistema de compromisso foi previsto na segunda constituição, que foi aprovada por um plebiscito em 25 de novembro de 1917.
A história das sucessivas constituições foi de uma longa luta entre os defensores do sistema colegiado e os do sistema presidencialista. Embora a Constituição de 1917 tenha funcionado bem durante o próspero período pós-Primeira Guerra Mundial, recorrentes conflitos entre o presidente e os colegiados tornaram o poder executivo ineficaz no enfrentamento da crise econômica e social que assolou o país depois. Esses conflitos acabaram levando ao golpe presidencial de 1933. As autoridades suspenderam a constituição e nomearam uma assembleia constituinte para redigir uma nova.

### Terceira Constituição (1934 - 1942)
A constituição de 1934 aboliu o colegiado e transferiu seu poder para o presidente. No entanto, os poderes presidenciais permaneceram um tanto limitados. O poder executivo voltou a ser exercido por um presidente que deveria tomar decisões em conjunto com os ministros. A Carta de 1934 estabeleceu o Conselho de Ministros (Consejo de Ministros) como o órgão no qual essas decisões deveriam ser tomadas. Este conselho consistia no presidente e nos ministros do gabinete. A constituição exigia que o chefe do Executivo nomeasse três dos nove ministros do gabinete entre os membros do partido político que recebeu o segundo maior número de votos nas eleições presidenciais. A Assembleia Geral, por sua vez, poderia emitir votos de censura aos ministros do gabinete, com a aprovação de dois terços de seus membros.
A constituição dividiu o Senado entre os Blancos e os Colorados ou, como o cientista político Martin Weinstein apontou, entre a facção herrerista dos Blancos (em alusão à Luis Alberto de Herrera) e a ala terrista dos Colorados (alusivo a Gabriel Terra, que levou a cabo o golpe de 1933 e foi presidente entre 1931 e 1938). O partido que obteve o segundo maior número de votos recebeu automaticamente metade das cadeiras no Senado. Além disso, a carta de 1934 autorizou a Suprema Corte de Justiça a se pronunciar sobre a constitucionalidade das leis. Esse sistema, que durou dezoito anos, limitou ainda mais o poder do presidente e de seu governo.

### Quarta Constituição (1942 - 1951)
O Uruguai retornou a um sistema mais democrático em 1942.

### Quinta Constituição (1951 - 1967)
Em 13 de julho de 1951, um pacto formal entre uma fração dos Colorados e o Movimento Herrerista dos Blancos convocou um plebiscito sobre a reforma constitucional. O plebiscito de 16 de dezembro daquele ano atraiu menos da metade dos 1,1 milhão de eleitores às urnas, mas o sistema colegiado foi aprovado por uma pequena margem.
A quarta constituição foi promulgada em 25 de janeiro de 1952, como a culminação de um esforço para restabelecer o colegiado e o poder executivo plural, o Conselho Nacional de Governo (Consejo Nacional de Gobierno), com seis assentos de partidos majoritários e três assentos de partidos minoritários. Esse colegiado de nove membros foi ineficaz porque o presidente não tinha controle sobre os ministros e porque a maioria raramente era unida. No final, a ineficácia desses governos fez com que o público se voltasse contra o arranjo do colegiado.

### Sexta Constituição (1967 - 1997)
Nas eleições de 27 de novembro de 1966, quase 59% dos uruguaios votaram pela emenda à constituição de 1952 e pelo restabelecimento de um sistema presidencial de governo, encerrando assim uma experiência de quinze anos com o colegiado. A nova constituição, que entrou em vigor em 15 de fevereiro de 1967, criou uma forte presidência de uma pessoa, sujeita a verificações legislativas e judiciais. Em eleições livres e justas, os uruguaios aprovaram o novo estatuto e elegeram novamente o Partido Colorado.

#### Período ditatorial (1973-1985)
Em 1976, no entanto, o governo militar emitiu uma série de decretos constitucionais que pretendiam alterar a constituição de 1967, criando o Conselho da Nação (Consejo de la Nación) para servir como órgão governamental supremo, com funções executivas e legislativas. Era composto pelos trinta membros do Conselho de Estado, órgão criado pelo regime em junho de 1973 para substituir a Assembleia Geral, que foi dissolvida pelo regime, e pelos vinte e oito altos funcionários das Forças Armadas do país, sendo dezesseis do exército, seis da marinha e seis da aeronáutica.
O Conselho da Nação nomeou o presidente da república e os membros do Conselho de Estado, do Supremo Tribunal de Justiça e do Tribunal de Reclamações Administrativas, que foi posteriormente dissolvido em 1985. Oito atos institucionais substituíram muitas das disposições funcionais e garantias da constituição de 1967. Por exemplo, além de conferir ao Conselho da Nação o poder de nomear o presidente da república e de definir a política geral do país, atos institucionais privavam os anteriores titulares e candidatos de seus direitos políticos e permitiam a demissão arbitrária de funcionários públicos.

#### Volta à institucionalidade
Em 1985, Julio María Sanguinetti foi empossado como o novo presidente democraticamente eleito, após 12 anos de ditadura. A questão militar era difícil de abordar; depois de muita negociação política, no final de dezembro foi aprovada a Lei da Caducidade, que constituiu uma espécie de anistia para militares que cometeram abusos de direitos humanos. A constitucionalidade dessa lei foi questionada, mas os cidadãos apoiaram a lei em um plebiscito realizado em abril de 1989.

### Atual (1997 - presente)
A Constituição de 1967 ainda está em vigor, embora tenha sido alterada em 1989, 1994, 1996 e 2004. Ainda que alguns entendam que as emendas de 1996 criaram uma nova constituição, o Parlamento continua a considerá-las mudanças na Constituição de 1967.
Os conceitos mais importantes que mudaram em 1996 foram os relativos às eleições. A partir de 1999, o ciclo eleitoral inicia-se em junho, com eleições primárias para todos os partidos, a fim de escolher candidatos presidenciais únicos; em outubro, realizam-se as eleições gerais; se nenhum candidato presidencial obtiver a maioria absoluta, realiza-se um segundo turno em novembro; e finalmente, em maio do ano seguinte, realizam-se eleições municipais em todos os Departamentos.